# Теорії кислот і основ
Тео́рії кисло́т і осно́в описують взаємодію даних класів сполук з погляду їхньої будови. Існує кілька теорій кислот-основ, адекватність яких залежить від мети використання. Універсальної задовільної теорії поки що немає, здебільшого застосовують протонну та електронну.
Історично теорії ґрунтуються на уявленнях Антуана Лавуазьє, який пов'язував особливість дії певних речовин наявністю в них кисню, назва якого і походить від грец. οξυς, oxys (гострий, кислий) і означає «той, що народжує кислоту». Після одержання Гамфрі Деві безкисневих кислот концепцію було переглянуто Єнсом Берцеліусом, Г. Деві й пізніше Юстусом фон Лібіхом і введено поняття про кислоти як такі сполуки, в яких водень можна замістити на метал. Цей підхід, 1838 року народження, і досі широко використовується на шкільному рівні.

## Теорія Арреніуса
Сучасна теорія кислот-основ починається з 1887 р., з робіт Сванте Арреніуса, присвячених дисоціації сполук у водних розчинах. За Арреніусом сполука, що при дисоціації утворює йон H+, є кислотою, а йон OH– — основою. Звідси природним чином випливає поняття про реакцію нейтралізації як сполучення йонів H+ і OH– з утворенням води:
H+(aq) + OH–(aq) = H2O, унаслідок якої також утворюється сіль. Пізніше цю теорію було узагальнено на неводні розчинники.

### Недоліки теорії Арреніуса:
1.Теорія поширюється тільки на водні розчини.
2. Поняття «основа» обмежене тільки електролітами, що містять групу ОН–

## Теорія розчинників
Теорія розчинників (Е. Франклін, 1924) в основу кислотно-основного дуалізму ставить процес автопротолізу молекул розчинника, наприклад для води:
2H2O ⇄ H3O+ + OH–.
(У випадку апротонних розчинників можна сформулювати відповідну рівновагу для будь-якої іншої обмінної зарядженої частинки, наприклад Cl– у SbCl5.)
Кислотами та основами є речовини, які при дисоціації в розчині збільшують концентрацію тих самих відповідно позитивних чи негативних іонів, що утворюються при автопротолізі розчинника. Так, для рідкого аміаку (автопротоліз: 2NH3 ⇄ NH+
4 + NH–
2) відома реакція
2 NaNH2 (основа) + Zn(NH2)2 (кислота) → Na2[Zn(NH2)4] (сіль)
А HNO3 в концентрованій сірчаній кислоті (автопротоліз: 2H2SO4 ⇄ H3SO+
4 + HSO–
4) буде основою, оскільки генеруватиме частинки HSO–
4:
HNO3 (основа) + 2 H2SO4 → NO+
2 + H3O+ + 2 HSO–
4

## Теорія Брьонстеда— Лоурі
У протонній теорії Брьонстеда — Лоурі (1923) кислоти та основи не пов'язані ані зі здатністю утворювати солі, ані з властивостями розчинника. Згідно з нею кожна пара частинок, які перетворюються одна в іншу при приєднанні/відщепленні протона, утворює спряжені кислоту та основу. Кислота є донором протона, основа — його акцептором. У кислотно-основній реакції беруть участь дві пари спряжених кислот та основ з різною відносною силою кислотності та основності. Наприклад, в реакції (можна вважати, що вона відбувається в безводній сульфатній кислоті):
H2SO4 + NH3 → NH+
4 + HSO–
4
зліва кислотою є H2SO4 (спряжена основа HSO–
4), а основою NH3 (спряжена кислота NH+
4). У загальному випадку кислотно-основні реакції за Брьонстедом представляються такою схемою:
AH + B → BH+ + A–,
де AH — кислота, B — основа, BH+ — кислота спряжена до B, а A– — основа, спряжена до AH.

## Теорія Льюїса
В електронній теорії Льюїса (1923) кислотність-основність взагалі не пов'язані з наявністю протона. Головним елементом теорії є неподілена електронна пара, наявність якої є ознакою основи. Наявність же вільної молекулярної орбіталі, здатної прийняти таку пару з утворенням зв'язку за донорно-акцепторним механізмом, визначає кислоту. При такому підході кислота не обмінюється атомами з основою, а приєднується до неї. Наприклад:
NH3: + H+ = NH+
4
Такий підхід широко застосовується в координаційній хімії, де центральний атом (часто катіон) зазвичай виступає кислотою, а донорний атом ліганду — основою. Саме на теорії Льюїса ґрунтується Теорія кислот і основ Пірсона.
Також у термінах теорії Льюїса зручно описувати певні види каталізу в органічній хімії. Кислоти Льюїса мають здатність до координування до неподілених електронних пар електронегативних атомів, а основи Льюїса — до атомів із незаповненими орбіталями, або зі значними частковими позитивними зарядами, таким чином активуючи функціональну групу, що реагує. В останній час з'явився новий напрямок каталізу за допомогою фрустрованих пар Льюїса, що є сумішами кислот та основ Льюїса, чия взаємна координація ускладнена внаслідок наявності громіздких (стерично вимогливих) замісників.

## Більш загальні теорії
Електронну та протонну теорії об'єднує теорія кислот та основ, запропонована М. І. Усановичем (у 1939—1953). Згідно з нею кислота — речовина, здатна віддавати катіони або приєднувати аніони. Основа здатна віддавати аніони або приєднувати катіони. Наприклад:
CH3I (кислота) + N(CH3)3 (основа) → (CH3)4NI